# Leucandra masatierrae
Leucandra masatierrae är en svampdjursart som först beskrevs av Breitfuss 1898.  Leucandra masatierrae ingår i släktet Leucandra och familjen Grantiidae. Inga underarter finns listade i Catalogue of Life.